# 尾亚站
41°47′15″N 94°21′38″E / 41.78748901479944°N 94.36043500900268°E
尾亚站，位于中华人民共和国新疆维吾尔自治区哈密市伊州区，是兰新铁路上的火车站，建于1959年，由乌鲁木齐铁路局管辖。

## 歷史
- 建于1959年。

## 外部連結
- 中国铁路客户服务中心 （页面存档备份，存于）